# Patrimoine de la communauté de communes des Coteaux et Landes de Gascogne
Le patrimoine de la communauté de communes des Coteaux et Landes de Gascogne est riche de monuments historiques (plus d’une quarantaine d’églises et chapelles et plus d’une vingtaine de châteaux et bastides, distribués entre une quinzaine de communes), bon nombre d’eux inscrits (18) Inscrit MH ou déjà classés (5)  Classé MH comme monuments historiques de France. Sans compter une série de moulins, fermes anciennes et sites gallo-romains.
Plusieurs églises, existantes ou disparues, sont signalées et décrites dans l'Histoire du grand prieuré de Toulouse.
Certains des églises et châteaux, dans son territoire, liés à l’histoire de l’ancienne Aquitaine, sont souvent nommés dans les Rôles gascons (the Gascons rolls de la domination anglaise).

Ainsi, de nombreuses communes, (ou burgs dans ce territoire), ont été concernées, directement ou indirectement, par plusieurs familles nobles, actrices dans de nombreux événements historiques.

## Églises et chapelles

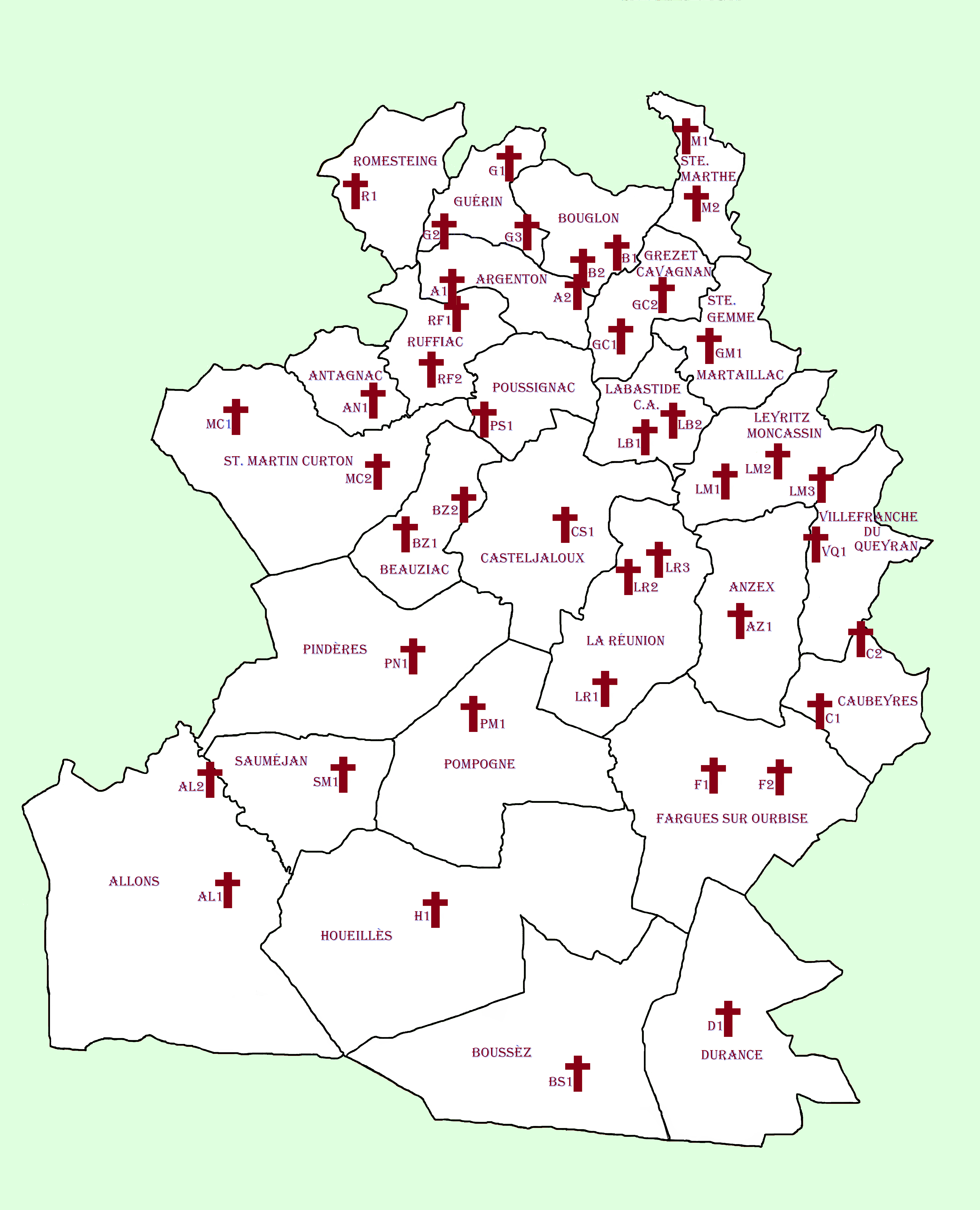
Églises et chapelles

|                                            | Commune                 | Coordonnées                 | Altitude | Époque | Protection | Image |
| ------------------------------------------ | ----------------------- | --------------------------- | -------- | ------ | ---------- | ----- |
| Église Saint-Pierre-ès-Liens de Martaillac | Sainte-Gemme-Martaillac | 44° 21′ 20″ N, 0° 09′ 05″ E | 99 m     |        |            |       |
| Église Saint-Christophe d’Esquerdes        | Guérin                  | 44° 24′ 13″ N, 0° 02′ 22″ E | 132 m    |        |            |       |
| Église de Bachac                           | Ruffiac                 | 44° 22′ 43″ N, 0° 02′ 41″ E | 136 m    |        |            |       |
| Église Saint-Christophe de Romestaing      | Romestaing              | 44° 24′ 57″ N, 0° 00′ 06″ E | 156 m    |        |            |       |
| Église Saint-Clair de Gouts                | Allons                  | 44° 14′ 10″ N, 0° 03′ 38″ O | 109 m    |        |            |       |
| Église Saint-Jean-Baptiste d'Antagnac      | Antagnac                | 44° 21′ 06″ N, 0° 00′ 31″ E | 148 m    |        |            |       |

## Châteaux et bastides

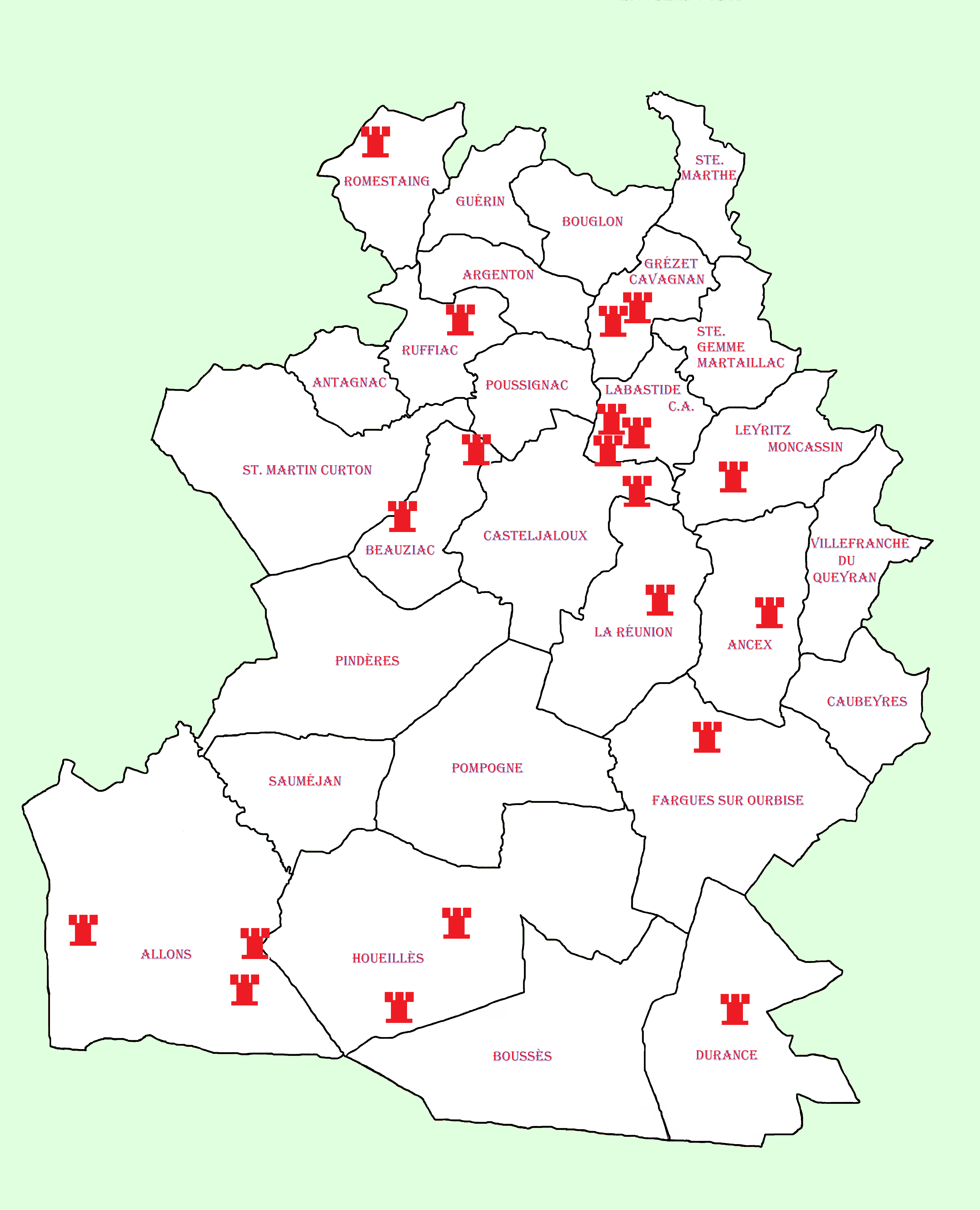
Châteaux et bastides

|                       | Commune                            | Coordonnées                 | Altitude | Époque | Protection | Photo |
| --------------------- | ---------------------------------- | --------------------------- | -------- | ------ | ---------- | ----- |
| Château du Sendat     | La Réunion                         | 44° 17′ 21″ N, 0° 07′ 50″ E | 131 m    |        |            |       |
| Château Bonneau       | Romestaing                         | 44° 25′ 43″ N, 0° 00′ 35″ E | 131 m    |        |            |       |
| Château de Carnine    | Le Tren, Bouchet, Beauziac         | 44° 18′ 49″ N, 0° 01′ 08″ E | 96 m     |        |            |       |
| Château de Beauziac   | Beauziac                           | 44° 20′ 06″ N, 0° 03′ 08″ E | 106 m    |        |            |       |
| Château de Bachac     | Ruffiac                            | 44° 22′ 28″ N, 0° 02′ 47″ E | 131 m    |        |            |       |
| Château de Malevirade | Grézet-Cavagnan                    | 44° 22′ 39″ N, 0° 07′ 20″ E | 78 m     |        |            |       |
| Château de Moncassin  | Grézet-Cavagnan                    | 44° 19′ 35″ N, 0° 09′ 44″ E | 171 m    |        |            |       |
| Château de Ste-Marthe | Sainte-Marthe                      | 44° 24′ 50″ N, 0° 09′ 15″ E | 78 m     |        |            |       |
| Château de Soueyres   | Bouglon                            | 44° 24′ 49″ N, 0° 07′ 13″ E | 67 m     |        |            |       |
| Château de Cavagnan   | Grézet-Cavagnan                    | 44° 22′ 27″ N, 0° 06′ 47″ E | 56 m     |        |            |       |
| Château de Lacaze     | Veyries, Labastide-Castel-Amouroux | 44° 20′ 12″ N, 0° 06′ 36″ E | 88 m     |        |            |       |
| Château d’Archambaud  | Veyries, Labastide-Castel-Amouroux | 44° 20′ 22″ N, 0° 07′ 19″ E | 123 m    |        |            |       |
| Château du Plantey    | Veyries, Labastide-Castel-Amouroux | 44° 20′ 36″ N, 0° 06′ 40″ E | 75 m     |        |            |       |
| Terrefort             | Fargues-sur-Ourbise                | 44° 14′ 50″ N, 0° 09′ 03″ E | 121 m    |        |            |       |
| Bertranet             | Houeillès                          | 44° 11′ 25″ N, 0° 02′ 39″ E | 145 m    |        |            |       |
| Tourneuve             | Allons                             | 44° 10′ 09″ N, 0° 02′ 47″ O | 138 m    |        |            |       |
| Capchicot             | Allons                             | 44° 11′ 02″ N, 0° 02′ 32″ O | 127 m    |        |            |       |
| Capbourteil           | Houeillès                          | 44° 09′ 52″ N, 0° 01′ 09″ E | 143 m    |        |            |       |

## Cours d'eau et moulins
```
La Garonne
└─< Le 
Ciron
. Prend sa naissance dans la commune d’Allons.
│      └─< Rau Lestaget
│      └─< Ruisseau de Lagoutère
│      └─< Rau du Bartos
│      └─< 
│
└─< l’
Avance
. Prend sa naissance dans la commune de Durance. Il traverse la zone de la Tour d'Avance.
│      └─< le Metge
│      └─<  
│
│
└─< l’
Ourbise
. Prend sa naissance dans la commune de Saint-Julien.
       └─< Fontaine du lavoir à côté de l'église du même nom
```

- Moulins dans le cours d'eau de l'Avance

| Propriétaires | Commune            | Moulin              | Coordonnées                 | Altitude | Époque | Photo |
| ------------- | ------------------ | ------------------- | --------------------------- | -------- | ------ | ----- |
|               | Casteljaloux       | de las Bourres      | (E) (N)                     |          |        |       |
|               | Casteljaloux       | de Lannes           | (E) (N)                     |          |        |       |
|               | Casteljaloux       | des Frères          | (E) (N)                     |          |        |       |
|               | Labastide          | de Baudrin          | 44° 20′ 36″ N, 0° 06′ 13″ E | 55 m     |        |       |
|               | Poussignac         | de Labastide        | 44° 21′ 05″ N, 0° 06′ 22″ E | 54 m     |        |       |
|               | Guitard (Argenton) | de Guitard (ruines) | 44° 22′ 29″ N, 0° 05′ 59″ E | 49 m     |        |       |
|               | Grézet-Cavagnan    | du Grézet           | 44° 24′ 12″ N, 0° 07′ 39″ E | 41 m     |        |       |
|               | Ste-Marthe         | de Trivail          | 0° 08′ 09″ N, 0° 08′ 09″ E  | 35 m     |        |       |
|               | Sainte-Marthe      | de la Rode          | 0° 08′ 03″ N, 0° 08′ 03″ E  | 31 m     |        |       |

## Arbres centenaires
| Nom commun      | Nom latin         |                               | Coordonnées                 | Altitude | Époque | Photo |
| --------------- | ----------------- | ----------------------------- | --------------------------- | -------- | ------ | ----- |
| Chêne pubescent | Quercus pubescens | Près de l’église de Esquerdes | 44° 24′ 12″ N, 0° 02′ 25″ E | 131 m    |        |       |

## Plantes et fleurs de la région
| Nom commun       | Nom latin      | Terrain                |  |  |  | Photo |
| ---------------- | -------------- | ---------------------- |  |  |  | ----- |
| Bruyère à balais | Erica scoparia | Sol sableux des Landes |  |  |  |       |

## Animaux autochtones
| Nom commun                   | Nom latin           |  |  |  |  | Photo |
| ---------------------------- | ------------------- |  |  |  |  | ----- |
| Palombe, Paloume en gascon.  | Columba palumbus    |  |  |  |  |       |
| Chevreuil , Crabe en gascon. | Capreolus capreolus |  |  |  |  |       |